# Flora Calvanese
Flora Calvanese (Sarno, 16 luglio 1954) è una politica italiana.

## Biografia

Assemblea della sez. PCI di Santa Lucia di Cava de' Tirreni, tenuta da Flora Calvanese nel 1980 circa.

Nata a Sarno da una famiglia di insegnanti nel 1962, si trasferisce a Cava de' Tirreni dove frequenta il liceo classico Marco Galdi.
Partecipa alla contestazione studentesca e nel 1974 aderisce al Partito Comunista Italiano, in cui ricopre vari incarichi dedicandosi alle battaglie per l'emancipazione delle donne.
Nel 1980 si laurea in Giurisprudenza presso l'Università degli Studi di Salerno e nel 1982 diventa funzionaria dell'INPS presso la sede di Milano.
Viene eletta per la prima volta in Parlamento il 26 giugno 1983 nella Circoscrizione elettorale Benevento-Avellino-Salerno, per il PCI con 26.643 voti di preferenza. Viene rieletta nella successiva legislatura, il 14 giugno 1987, nella medesima circoscrizione con 35.059 voti di preferenza.
Il 19 novembre 1989 la Calvanese, in un'assemblea del PCI tenutasi a Salerno al palazzo Sant'Agostino, manifestò il proprio disappunto sull'operato di Achille Occhetto che a Bologna, alcuni giorni prima (12 novembre), aveva messo il partito davanti al fatto compiuto, annunciando la Svolta della Bolognina che avrebbe portato allo scioglimento del Partito Comunista Italiano. Nonostante ciò, nei mesi successivi partecipò con serenità e tolleranza ai lavori preparativi del XX congresso del partito che si tenne a Rimini il 3 febbraio 1991. Seppur con rammarico per l'avvenuto scioglimento del PCI, senza esitazione, confluì nel neonato Partito Democratico della Sinistra.
Nel 1996 diventa capo segreteria del vicepresidente del Consiglio dei ministri Walter Veltroni, del primo governo Prodi; ricopre tale incarico fino alla caduta del governo nel 1998. Dal 1998 al 2000 collabora con la segreteria del Presidente del Consiglio Massimo D'Alema.
Dopo quattro anni da consigliera comunale a Cava de' Tirreni per il PDS, dal 1998 al 2001 ha fatto parte della giunta cavese capeggiata dal sindaco Raffaele Fiorillo rivestendo l'incarico di assessore all'urbanistica e alla cultura.
Nel novembre 2005, partecipa alla nascita dell'associazione “La Rosa di Gerico” con alcune donne cavesi impegnate a vario titolo nella società civile; nel 2011 ne assume la carica di Presidente. Nel frattempo continua il suo impegno politico militando nel Partito Democratico.